# شهرستان دوپنیتسا
شهرستان دوپنیتسا (به بلغاری: Dupnitsa Municipality) یک شهرستان در بلغارستان است که در استان کیوستندیل واقع شده‌است. شهرستان دوپنیتسا ۳۲۹٫۰۶ کیلومتر مربع مساحت و ۴۴٬۹۸۸ نفر جمعیت دارد.